# Настопка, Стасис
Стаси́с Насто́пка (лит. Stasys Nastopka, рус. Станислав Яковлевич Настопка (Настопко); 19 июня 1881 — 19 октября 1938) — российский и литовский военнослужащий, генерал-лейтенант литовской армии.

## Биография
Родился 19 июня 1881 года в м. Ринкущкяй Биржайской волости Паневежского уезда Ковенской губернии. Учился в Биржае и Баускской городской школе. На военную службу в РИА поступил вольноопределяющимся в 3-й Ковенский пехотный полк в 1902 году. В 1907-м году окончил Виленское пехотное юнкерское училище, получив назначение во 2-й Варшавский крепостной пехотный полк. В 1909 году — подпоручик того же полка. В 1910 году переведен в Венденский 178-й пехотный полк в Пензу, в составе которого принял участие в боевых действиях первой мировой войны в Галиции и Польше. В конце 1916 года участвовал в боях под Ригой у Кемери и Слоки. После революции оставил армию.

Командный состав 2-й бригады. В первом ряду справа — командир бригады полковник С. Я. Настопка.

Поступил в Литовскую армию, командовал 1-м особым батальоном. Участвуя в боях, был дважды ранен. В 1919 году — командир литовской особой бригады, с осени 1919 года — командир 2-й бригады, позднее — 07.10.1919-13.07.1920 гг. занимал пост начальника генштаба Литвы. В 1920 году непродолжительное время — командующий Литовской армией, затем — командир 1-й бригады. После захвата Вильно (09.10.1920 г.) войсками польского генерала Люциана Желиговского в нарушение польско-литовского соглашения о перемирии С. Настопка во главе штаба литовской армии был в польском плену. С 1921 года — инспектор армии, с 1923 года — генерал по особым поручениям. С 26 июля 1924 года — в отставке. Умер в 1938 году в Биржае Паневежского района, где и похоронен.
- Фото могилы С. Настопки в Биржае Паневежского района.

## Награды
- Св. Анны 2-й, 3-й и 4 ст.,
- орден Святого Станислава 2-й и 3 ст.;
- литовский орден Креста Витязя 5-й ст. (1919 m. Vyčio kryžiaus 5 laipsnio ordinas);
- латвийский военный орден Лачплесиса 3-й ст. (LKOK nr.3/1861, 1924 г.).